# اف‌ان ام‌آژ

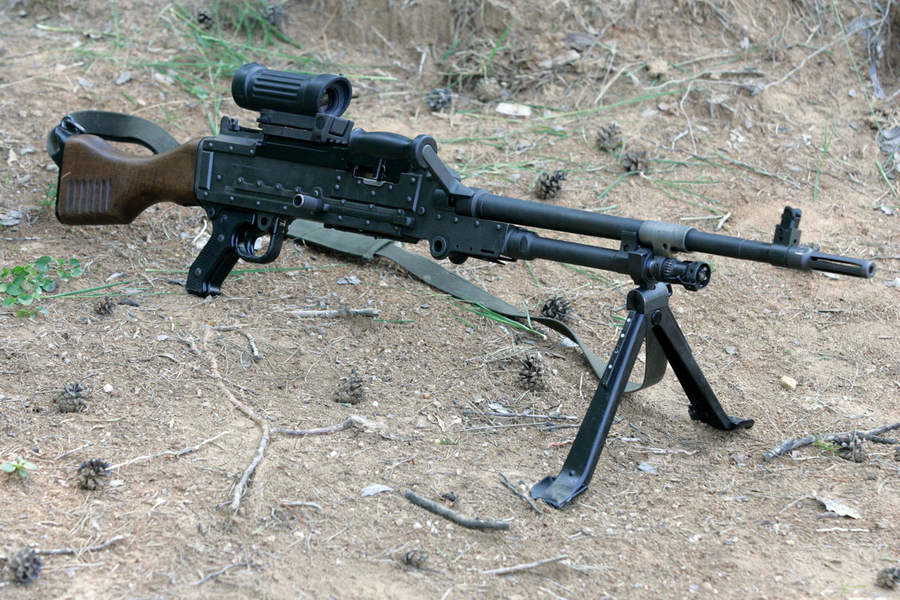
اف‌ان ام‌آژ

اف‌ان ام‌آژ (به فرانسوی: FN MAG) یک تیربار چندمنظورهٔ کالیبر ۵۱×۷٫۶۲ میلی‌متر ناتو ساخت بلژیک است. این اسلحه در اوایل دههٔ ۱۹۵۰ میلادی در فابریک ناسیونال دو ارستال توسط ارنست ورویه طراحی‌شد. امروزه بیش از ۸۰کشور از این اسلحه بهره می‌برند و کشورهای آرژانتین، مصر، سنگاپور و بریتانیا هم مجوز تولید آن را دارا می‌باشند. نام این اسلحه از حروف اول Mitrailleuse d'Appui Général به معنای تیربار چندمنظوره گرفته شده است. این مسلسل در نقش‌های مختلفی از جمله سلاح حمایتی پیاده‌نظام، سلاح خودروهای زرهپوش جنگی و هواگردها مورد استفاده قرار می‌گیرد.
مدل تولید آمریکای این سلاح با نام ام۲۴۰ شناخته می‌شود. آزمایش‌ها و تحقیقات آمریکایی‌ها نشان داد که این سلاح از مسلسل آمریکایی ام۶۰ به مراتب قابل اعتمادتر است و به همین جهت از سال ۱۹۷۷ وارد ارتش آمریکا شده و به تدریج جای مسلسل ام۶۰ را گرفت.

## به‌کار برندگان
- آرژانتین
- آفریقای جنوبی
- اتریش
- اروگوئه
- استرالیا: نیروی دفاع استرالیا، نیروی زمینی استرالیا
- استونی
- اسرائیل: نیروهای دفاعی اسرائیل
- اسلوونی
- اکوادور
- اندونزی
- ایالات متحده آمریکا: نیروهای نظامی ایالات متحده آمریکا
- جمهوری ایرلند
- باربادوس
- بحرین
- برزیل
- برونئی
- بریتانیا
- بلژیک
- بلیز
- بوتسوانا
- بورکینافاسو
- بوروندی
- بولیوی
- پاناما
- ترکیه
- جامائیکا
- جمهوری دموکراتیک کنگو
- جمهوری دومینیکن
- چین
- جیبوتی
- چاد
- رودزیا
- سنگاپور: نیروی مسلح سنگاپور و گارد ساحلی پلیس؛ دارای مجوز تولید.
- سوئد
- شیلی
- عراق
- غنا
- فرانسه: ۵۰۰ قبضه در ۲۰۱۱ میلادی خریداری شده‌است.
- قبرس
- کامرون
- کانادا
- کلمبیا
- کوبا
- کویت
- گابن
- گامبیا
- گواتمالا
- لتونی
- لوکزامبورگ
- لیتوانی: نیروهای مسلح لیتوانی
- مصر
- مراکش
- مکزیک
- موناکو
- نروژ
- نیوزیلند
- ونزوئلا
- هائیتی
- هلند
- هندوراس
- هند: ساخت با مجوز.